# Духмянка тонка
Духмянка тонка, зизифора тонка (Ziziphora tenuior) — вид рослин з родини глухокропивові (Lamiaceae), поширений у південно-східній Європі та в Азії.

## Опис
Однорічна рослина, 5–30 см заввишки. Стебло сірувато запушене. Листки вузько-ланцетні, гострі, війчасті, верхівкові — довші від квіток. Суцвіття нещільне. Віночок ліловий менш як у 1.5 рази перевищує чашечку. Аромат м'ятний. Стебла зелені або пурпуруваті. Листки 7–25 × 2–6 мм. Суцвіття щільне довгасте, подовжене або коротке, колоскове. Віночок лаванди, рожевий або бузковий. Горішки 1.5 × 0.75 мм, довгасто трикутні, блідо-коричнюваті.

## Поширення
Поширений у Євразії від південно-східної України до північно-західного Китаю та Аравійського півострова.
В Україні вид зростає на гранітних відслоненнях, приморських пісках — у Степу (приазовська частина), передгір'ях Криму, на ПБК, а також на Керченському півострові, зрідка.